# Avernum 3: Ruined World
Avernum 3: Ruined World est un jeu vidéo de rôle solo développé par Spiderweb Software. Il s'agit du troisième jeu de la trilogie remastérisé Avernum. Le jeu est sorti sur macOS et Windows en janvier 2018,. Une version pour iPad a été annoncée pour une sortie le 18 avril 2018. Avernum 3 est sorti simultanément sur Steam, sur GOG.com et sur le site Web de Spiderweb Software.

## Système de jeu
Avernum 3: Ruined World est un jeu vidéo de rôle en solo. Le joueur contrôle un groupe de quatre aventuriers au maximum, qui peuvent utiliser des armes diverses ou un mélange de ces compétences pour vaincre leurs adversaires. Le système de jeu dans Avernum 3 est basé sur les compétences. Les personnages choisissent une classe au début du jeu, mais cela ne détermine que les compétences de départ du personnage. Le joueur est ensuite libre d'entraîner l'un de ses personnages dans 28 compétences différentes, allant des armes de mêlée à la magie aux premiers secours. Les personnages d'Avernum 3 ont accès à plus de 60 sorts et disciplines de combat différents. Ceux-ci peuvent être des sorts pour infliger des dégâts ou invoquer de l'aide, des bénédictions ou des malédictions, et des rituels qui soignent les membres du groupe blessés. Avernum 3 propose des rencontres élaborées qui visent à encourager différentes tactiques.
Avernum 3 dispose d'un vaste monde qui évolue au fil du temps. Les villes tomberont aux mains des monstres et les réfugiés se déplaceront de ville en ville. Un système ouvert permet une gamme de styles de jeu différents. Le joueur peut combattre des monstres ou ignorer la quête principale et devenir un marchand ou un chasseur de primes. Le combat dans Avernum 3 est au tour par tour. Les créatures au combat agissent à tour de rôle, pendant lesquelles elles peuvent se déplacer, utiliser des capacités et attaquer.